# Чандрагупта I
Чандрагупта I (нар.? — пом. близько 335) — цар Індії (царював з 320 по 330 рік н. е.), засновник імператорської династії Гуптів.
Чандраґупта I був онуком Шрі-Гупти, першим відомим правителем лінії Гуптів. Про дитинство та юність Чандрагупти відомості відсутні. Спочатку він був місцевим правителем в царстві Маґадга (частина сучасного штату Біхар), а потім збільшив свою владу і території, одружившись, близько 308, з принцесою Кумарадеві з племені ліччхавів, які контролювали північ Біхару і, можливо, Непал. До кінця 3-го століття нашої ери, Індія являла собою ряд незалежних держав, як монархічних, так і немонархічних, тому ймовірно, що Гупти та лічхави правили прилеглими князівствами. Їхній шлюбний союз підвищив могутність і престиж нового царства. Хронологія епохи Гупта, бере початок у 320 році, який вважається роком коронації Чандрагупти або шлюбу.
Чандрагупта I перший з Гуптів носив титул махараджадхіраджі («царя великих царів»). Випущені ним золоті монети на одній стороні мають зображення самого Чандрагупти і його дружини Кумарадеві, а на іншій — богині, що сидить на левові і напис «ліччхави».
Під кінець царювання Чандрагупти територія держави, ймовірно, розширилась на захід до сучасного міста Аллахабад і включала Айодх'ю і південній Біхар. Про це повідомляється в Пуранах.
Припущення, що Чандрагупта підкорив скіфів, ймовірно, не має основи. Малоймовірно, що він подолав ліччхавів, убивши їхнього правителя, або що він був убитий своїм спадкоємцем. Загальноприйнятим є те, що цар провів збори радників і членів королівської родини, на якому принц Самудрагупта був офіційно призначений наступником свого батька, який зрікся престолу, отримавши добрий спадок, що привело до створення імперії Гуптів. Про смерть Чандрагупти нічого не відомо. Можливо, передавши престол синові, він провів решту своїх днів відлюдником.